# Mark Borowiecki
Mark Borowiecki (Ottawa, 12 luglio 1989) è un ex hockeista su ghiaccio canadese di ruolo difensore.

## Carriera
Scelto dagli Ottawa Senators al draft 2008, fu inizialmente girato alla squadra satellite in American Hockey League dei Binghamton Senators, coi quali vinse la Calder Cup 2010-2011. Fece comunque le sue prime apparizioni in NHL già durante queste prime tre stagioni.
Dal 2014 e per i successivi sei anni, fu invece titolare degli Ottawa Senators. Lasciò la squadra nell'estate del 2020, dopo 375 incontri di stagione regolare, cui si aggiungono otto presenze nei play-off.
Nell'ottobre 2020 firmò un contratto biennale coi Nashville Predators, che poi gli prolungarono il contratto per un'ulteriore stagione, al termine della quale ha annunciato il ritiro: nella sua ultima stagione, Borowiecki ha disputato solo 4 partite, a causa di un infortunio patito a seguito di un colpo contro le balaustre durante un incontro coi Philadelphia Flyers.
I tifosi lo avevano soprannominato Boro Cop, per il suo gioco estremamente fisico.